# Burzsuk
Burzsuk (románul: Burjuc), település Romániában, Erdélyben, Hunyad megyében.

## Fekvése
Dobrától északnyugatra, Marosillyétől nyugatra, Tataresd nyugati szomszédjában, a Maros jobb partján fekvő település.

## Története
Burzsuk nevét 1468-ban említette először oklevél Boslyk néven, mint Illye város birtokát.
1733-ban Bursuk, 1808-ban Burzek (Burzsek), Burszuk, 1861-ben Bursuk, 1888-ban Burzsok (Bursuk) néven írták.
1910-ben 425 lakosából 35 magyar, 7 német, 383 román volt. Ebből 24 római katolikus, 391 görögkeleti ortodox, 7 izraelita volt.
A trianoni békeszerződés előtt Hunyad vármegye Marosillyei járásához tartozott.

## Burzsuk a régi térképeken

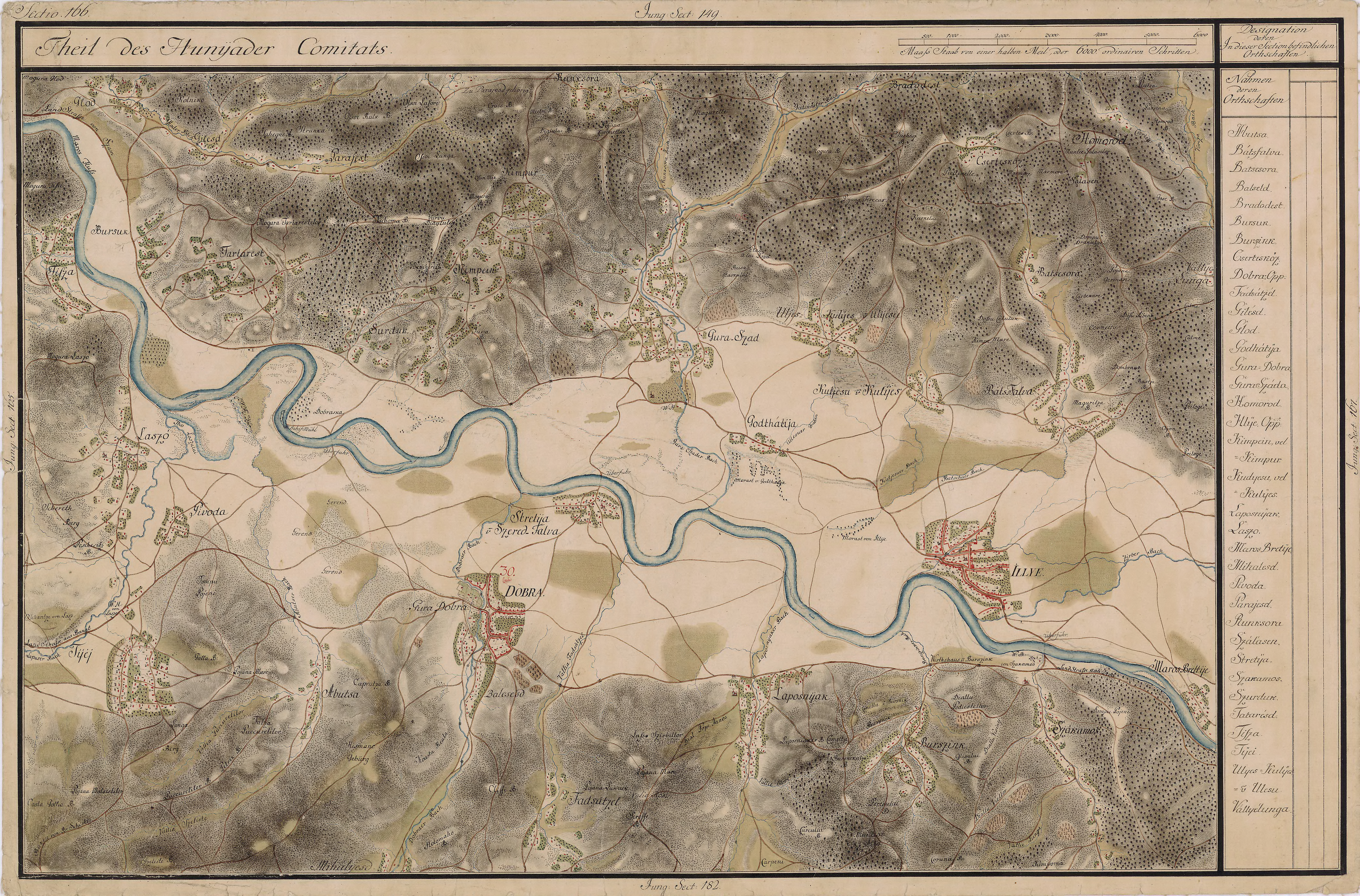